# Bailando (canción de Enrique Iglesias)
«Bailando» es una canción escrita por el músico cubano Descemer Bueno e interpretada a dueto con el grupo cubano Gente de Zona. Posteriormente la canción fue publicada por el sello discográfico Republic Records e interpretada por Enrique Iglesias, Descemer Bueno y Gente de Zona.
La canción se convirtió en un éxito internacional tanto en lugares de habla hispana como en Norteamérica y varios países de Europa. Obtuvo el número 1 en México (Monitor Latino), Colombia (National Report), España (Promusicae), República Dominicana (Monitor Latino) y en el Hot Latin Songs de Billboard. En Estados Unidos se llegaron a vender más de un millón de copias, por lo que fue certificado con el disco de platino. A nivel mundial, logró ventas de ocho millones, siendo la décima canción más vendida de 2014.

## Antecedentes
La versión original de la canción fue grabada originalmente por Gente de Zona y Descemer Bueno. En una entrevista que concedió a Univisión Música, entre bastidores en los Premios Lo Nuestro, le dijo al reportero que cuando Descemer presentó la canción a Enrique Iglesias, en un principio no le gustó y no quería grabarla. Pero después de la grabación, le gustó la canción y la calificó como una de sus canciones favoritas del álbum.

## Controversia e inspiración
El cantante peruano Pelo d'Ambrosio denunció que el tema "Bailando" (que firma el cubano Descemer Bueno) de Enrique Iglesias ha copiado la entrada y los coros de su tema "Lejos de ti". No obstante, D'Ambrosio decidió retirar su denuncia después de que los peritos indicaran que no hubo plagio de letras ni de coros. Al parecer, los arreglos sí eran similares, pero no existe esa categoría de plagio.

## Vídeos musicales
El tema musical cuenta con 6 vídeos oficiales dirigidos por el productor cubano Alejandro Pérez y filmados el primero en Cuba y el resto en República Dominicana y en Portugal. La producción del vídeo en República Dominicana se debe a Aquiles Jiménez. Algunos bailarines destacados son los de «Havana's Ballet Lizt Alfonso», y la bailarina principal del vídeo es Ana Karla Suárez.
- El primero, corresponde a la versión en español interpretada por Descemer Bueno y Gente de Zona, y fue lanzado en enero de 2014.
- El segundo, corresponde a la versión en español interpretada por Enrique Iglesias, Descemer Bueno y Gente de Zona. Se emitió en el canal Univisión el 10 de abril de 2014 y se estrenó en todo el mundo el 11 de abril de 2014 en la cuenta oficial de Vevo de Enrique.[14] El realizador Alejandro Pérez contó con viejos colaboradores de Enrique Iglesias, como Yasha Malekzad bajo la producción creativa y Kasra Pezeshki como productor ejecutivo. El vídeo musical fue producido por el artista Preserve, London.[15]
- El tercero, corresponde a la misma versión que el segundo, pero estando ambientado en Brasil por la Copa Mundial de Fútbol de 2014. El vídeo comienza con Descemer cantando y Bailando en la habitación con Enrique y Gente de Zona, mientras que Enrique realiza algunas habilidades de fútbol. A medida que la canción avanza, Iglesias, Bueno y Gente D 'Zona caminan por las calles de la ciudad, rodeados de personas que trabajan y niños que hacen malabares con pelotas de fútbol.
- El cuarto, corresponde a la versión bilingüe español/inglés, interpretada con la colaboración del cantante jamaicano Sean Paul. Fue lanzado en Vevo el 13 de junio de 2014.
- El quinto, corresponde a la versión bilingüe español/portugués, interpretada con la colaboración del cantante brasileño Luan Santana. Fue lanzado en Vevo en julio de 2014.
- El último corresponde a una segunda versión bilingüe español/portugués, interpretada con la colaboración del cantante portugués Mickael Carreira. Fue lanzado en Vevo en agosto de 2014.

## Créditos y personal
- Enrique Iglesias – vocalista, compositor, artista principal, escritor de citas
- Randy Malcom Martinez Amey – compositor, artista invitado
- Descemer Bueno – compositor, artista invitado
- Alexander Delgado – compositor, artista invitado
- Luan Santana – artista invitado
- Mickael Carreira – artista invitado
- Sean Paul – artista invitado
- Jesusin Cruz – guitarra
- Aya Merrill – mastering
- Carlos Paucar – arreglista, bajo, ingeniero, guitarra, mezcla, productor, programación, ingeniero vocal, productor vocal, voz (fondo)
- Daniel Quirino – intérprete asociado, voz (fondo)
- André Tavares – productor de grabación
- Dan Kambaiah – compositor
- Paulo Martins – productor de grabación
- Shelly Moreira – productor, productor de grabación
- Markel Barsagaz – ingeniero
- Austin Collins – synth [Extra]
- Brady Wiggins – synth [Extra]

## Posicionamiento en listas y certificaciones
| País             | Lista (2014)                    | Mejor posición |
| ---------------- | ------------------------------- | -------------- |
| Alemania         | Media Control AG                | 31             |
| Australia        | ARIA Singles Chart              | 64             |
| Austria          | Ö3 Austria Top 40               | 42             |
| Bélgica          | Ultratop 50 flamenca            | 6              |
| Bélgica          | Ultratop 50 valona              | 8              |
| Brasil           | Billboard Brasil Hot 100        | 65             |
| Canadá           | Canadian Hot 100                | 13             |
| Chile            | Chile Singles Chart             | 1              |
| Colombia         | National Report                 | 1              |
| Cuba             | Premios Lucas                   | 1              |
| Eslovaquia       | Radio Top 100 Chart             | 1              |
| España           | PROMUSICAE Y 40 Principales     | 1              |
| Estados Unidos   | Billboard Hot 100               | 12             |
| Estados Unidos   | Hot Latin Songs                 | 1              |
| Estados Unidos   | Latin Pop Songs                 | 1              |
| Estados Unidos   | Tropical Songs                  | 1              |
| Estados Unidos   | Pop Songs                       | 10             |
| Estados Unidos   | Adult Pop Songs                 | 28             |
| Estados Unidos   | Hot Dance Club Songs            | 1              |
| Finlandia        | OFC                             | 10             |
| Francia          | SNEP Charts                     | 12             |
| Hungría          | Single Top 40                   | 33             |
| Irlanda          | Irish Singles Chart             | 72             |
| Italia           | FIMI Charts                     | 1              |
| México           | Billboard Mexican Airplay       | 1              |
| Países Bajos     | Dutch Top 40                    | 5              |
| Polonia          | Polish Airplay Top 20           | 11             |
| Portugal         | Portugal Digital Songs          | 1              |
| Reino Unido      | Official Charts Company         | 75             |
| República Checa  | Radio Top 100 Chart             | 22             |
| Suecia           | Sverigetopplistan               | 47             |
| Suiza            | Schweizer Hitparade             | 4              |
| Suiza (Romandie) | Les charts de la Suisse romande | 2              |
| Venezuela        | Reportland Top 50               | 1              |

## Certificaciones
| País           | Organismo certificador | Certificación                  | Ventas    | Ref.          |
| -------------- | ---------------------- | ------------------------------ | --------- | ------------- |
| Canadá         | Music Canada           | 2 × Platino                    | 160 000   | [ 39 ]        |
| España         | PROMUSICAE             | 8 × Platino                    | 320 000   | [ 40 ] [ 41 ] |
| Estados Unidos | RIAA                   | 3 × Platino                    | 3 000     | [ 4 ]         |
| Italia         | FIMI                   | 8 × Platino                    | 400 000   | [ 42 ]        |
| México         | AMPROFON               | 5× Diamante + 2× Platino + Oro | 1 650 000 | [ 43 ]        |
| Suiza          | IFPI Suiza             | Platino                        | 30 000    | [ 44 ]        |

## Versiones
- La canción fue escogida como tema principal de entrada y salida de la telenovela Reina de corazones de la cadena Telemundo. Esta es la séptima vez que una de las canciones de Enrique Iglesias es elegida como tema de apertura para telenovelas después de «El país de las mujeres» (1998-1999), «Cosas del amor» (1999) «Nunca te olvidaré» (1999), «Cuando me enamoro» (2010-2011), «Marisol» (1996) y «Lo que la vida me robó» (2013-2014).
- La canción también aparece en Just Dance 2015, en versión española.
- El grupo tropical chileno Noche de Brujas interpretó en versión cumbia esta canción.

La canción estuvo por 22 semanas sucesivas dentro de los primeros 10 lugares de la lista Top latin songs – Pop México de monitorLATINO, de las cuales en 12 alcanzó el primer lugar.